# Kunszentmárton (distrikt)
Kunszentmárton är ett distrikt i Ungern. Det ligger i provinsen Jász-Nagykun-Szolnok, i den centrala delen av landet, 110 km sydost om huvudstaden Budapest.